# Moestafa El Kabir
Moestafa El Kabir (arabisch مصطفى الكبير; * 5. Oktober 1988 in Targuist) ist ein ehemaliger niederländisch-marokkanischer Fußballspieler.

## Karriere

### Verein
Der in Marokko geborene El Kabir wuchs in den Niederlanden auf, wo sein Vater arbeitete. Er begann spät, im organisierten Vereinsfußball zu spielen und war in der Jugend zunächst bei Blauw-Wit Amsterdam, ehe er 2005 in die Jugendabteilung des seinerzeitigen Rekordmeisters Ajax Amsterdam wechselte. Später ging er zum Konkurrenten Feyenoord Rotterdam. Nach einer Bauchmuskelverletzung kam er dort nicht zum Zuge und musste wegen einer Operation ein halbes Jahr pausieren. Über den FC Utrecht schloss er sich NEC Nijmegen an. Bei NEC Nijmegen debütierte El Kabir im November 2008 im Spiel gegen NAC Breda in der Eredivisie. Bis zum Saisonende kam er unregelmäßig zum Einsatz und konnte sich Dank guter Leistungen in der Vorbereitung zur Spielzeit 2009/10 einen Stammplatz im Mittelfeld erkämpfen. Jedoch fiel er immer wieder durch Disziplinlosigkeiten auf, die letztlich im Februar 2010 in seiner Suspendierung kulminierten. Bis dato hatte er 21 Ligaspiele für den Verein aus dem Gelderland bestritten, war aber ohne Tor in der Meisterschaft geblieben. Im März 2010 schloss sich El Kabir dem schwedischen Erstligaaufsteiger Mjällby AIF an, bei dem er einen Zweieinhalbjahres-Vertrag unterzeichnete. In der Allsvenskan wurde er schnell Stammspieler und bestritt an der Seite von Marcus Ekenberg, Tobias Grahn, Patrik Rosengren und Mattias Asper bis zum Saisonende 24 Saisonspiele. Mit zehn Saisontoren war er dabei maßgeblich daran beteiligt, dass der als Abstiegskandidat gehandelte Klub sich im vorderen Tabellendrittel platzieren konnte. Auch zu Beginn der folgenden Saison zeigte er sich als torgefährlich, bereits im April verpflichtete ihn der italienische Klub Cagliari Calcio auf Leihbasis bis zum Sommer 2012 und vereinbarte eine Kaufoption. Jedoch konnte er auch verletzungsbedingt nicht in der Serie A überzeugen, im gesamten Saisonverlauf bestritt er lediglich sieben Spiele und erzielte dabei ein Tor. Im Sommer kehrte er zu Mjällby AIF zurück. Bis zum September bestritt er die ersten fünf Spiele nach der Sommerpause, ehe er sich im Spiel gegen Gefle IF verletzte und bis zum Saisonende ausfiel. Kurz nach Ende der Spielzeit 2012 unterzeichnete El Kabir einen Drei-Jahres-Vertrag beim Ligakonkurrenten BK Häcken, bei dem er den nach Russland abgewanderten Torschützenkönig Abdul Majeed Waris ersetzen sollte. Die in ihn von den Verantwortlichen des Göteborger Klubs gesetzten Erwartung erfüllte er an den ersten Spieltagen der Spielzeit 2013 und stand auf Anhieb in der Spitze der Torschützenliste. Im August verletzte er sich jedoch und fiel bis kurz vor Saisonende aus, so dass er die Führung letztlich verlor und mit drei Toren Rückstand auf den mit 15 Saisontoren erfolgreichen Imad Khalili den geteilten vierten Platz belegte. Parallel rutschte der Klub in den Abstiegskampf der Allsvenskan, der Vizemeister beendete die Spielzeit als Tabellenzehnter. Nach seiner Wiedergenesung war er auch in der folgenden Spielzeit ein erfolgreicher Torschütze. Im Sommer 2014 verließ El Kabir Schweden und schloss sich dem saudischen Klub al-Ahli an, bei dem er laut Medienberichten einen Zwei-Jahres-Vertrag mit Option auf Verlängerung unterzeichnete. Dort gewann er mit den Kronprinzenpokal auch den ersten Titel seiner Karriere. In der Wintertransferperiode 2014/15 wechselte El Kabir in die Türkei zum Erstligisten Gençlerbirliği Ankara. Hier fiel er im Sommer 2016 in der Vorbereitungsphase zur neuen Saison durch Disziplinlosigkeiten auf und wurde deswegen aus dem Mannschaftskader suspendiert. Wenig später wechselte er zu Sagan Tosu. In der Rückrunde 2016/17 wurde er vom türkischen Erstligisten Antalyaspor verpflichtet. Von Ende März 2018 bis Ende Mai 2018 spielte El Kabir leihweise wieder für BK Häcken. Zur Saison 2018/19 wechselte er zu MKE Ankaragücü. Diesen Verein verließ er im März 2019 und heuerte anschließend bei Kalmar FF an. Dann folgten weitere Stationen bei Çaykur Rizespor, Örgryte IS, BB Erzurumspor und zuletzt bis Ende 2021 beim schwedischen Drittligisten Hammarby Talang FF. Nachdem er keinen neuen Verein mehr gefunden hatte, beendete El Kabir im Oktober 2022 seine aktive Karriere.

### Nationalmannschaft
Im November 2015 stand er in den beiden WM-Qualifikationsspielen der 2. Runde gegen Äquatorialguinea (2:0, 0:1) zwar im Kader der marokkanischen A-Nationalmannschaft, wurde jedoch von Trainer Badou Zaki nicht eingesetzt.

## Erfolge
al-Ahli
- Saudischer Kronprinzenpokal: 2015